# Reka Szabo
Reka Szabo(Ungerska: Réka Szabó), född den 11 mars 1967 i Brașov, Rumänien, är en rumänsk fäktare som tog OS-silver i damernas lagtävling i florett i samband med de olympiska fäktningstävlingarna 1996 i Atlanta.
Hon tillhörde den ungerska minoriteten i Transsylvanien 